# Die Unersättlichen
Die Unersättlichen ist eine US-amerikanische Literaturverfilmung nach dem Bestseller The Carpetbaggers von Harold Robbins. Die Vorlage sowie die starbesetzte Verfilmung wurden insbesondere für ihre zu dieser Zeit ungewöhnliche Freizügigkeit notiert. Die Figur des Jonas Cord basiert auf der Biografie des legendären Geschäftsmannes, Piloten und Filmproduzenten Howard Hughes.

## Handlung
Mit dem Tod seines verhassten Vaters wird Jonas Cord zu einem der reichsten Männer Amerikas und erbt ebenfalls die Sprengstofffabrik. Trotz des Wohlstandes leidet Jonas sehr unter der düsteren Vergangenheit seiner Familie, in der unter anderem sein Zwillingsbruder verstarb. Er glaubt, dass der Wahnsinn in seiner Familie liegt und will keine eigenen Kinder. Jonas kauft unterdessen die Firmenaktien des ehemaligen Revolverhelden Nevada Smith, der ihn einst in Abwesenheit seines Vaters praktisch aufgezogen hatte. Rina, die junge und attraktive Witwe seines Vaters, wird ebenfalls von Jonas ausgezahlt – für Jonas war sie diese Heirat mehr aus Interesse am Geld seines Vaters als aus Liebe eingegangen. Anschließend treibt er die Firma seines Konkurrenten Amos Winthrop in den Ruin, dann verführt und heiratet er Winthrops Tochter Monica. Während sein Wohlstand wächst, legt er sich das Fliegen als kostspieliges Hobby zu.
Rina und Nevada Smith haben unterdessen den Weg nach Hollywood gefunden: Während Nevada vor allem in Western spielt, soll aus Rina laut dem Produzenten Bernard B. Norman ein neuer Star gemacht werden. Daraufhin will Cord das Studio kaufen, Norman setzt sich allerdings zur Wehr – bis die Alkoholikerin Rina bei einem Autounfall stirbt. Cords Mitarbeiter Dan zahlt Norman allerdings in Abwesenheit seines Chefes mehr Geld, als es eigentlich wert ist. Nach vielen Alkoholexzessen kehrt Cord nach Hollywood zurück, wo er nun selbst Regie und Produktion führen will. Die hübsche Jennie Denton wird von Cord als neuer Star verpflichtet, und obwohl er auch privat mit ihr eine Beziehung führt, behandelt er sie dennoch denkbar schlecht. Er bricht auch Beziehungen zu anderen Freunden wie dem langjährigen Anwalt McAllister und seinem Flugpartner Buzz ab. Als Nevada Smith, der trotz aller Verfehlungen immer zu Cord gehalten hat, von seinem schlechten Verhalten gegenüber Jennie erfährt, fordert er Cord zu einem Kampf heraus. Cord wird von Nevada besiegt, erfährt aber, dass in seiner Familie nie Wahnsinn geherrscht hat. Er kehrt reuevoll zu seiner Frau Monica und der gemeinsamen Tochter zurück.

## Synchronisation
Die deutsche Fassung entstand bei der Berliner Synchron GmbH. Das Dialogbuch schrieb Konrad Wagner, der auch die Dialogregie übernahm.
| Darsteller        | Rolle              | Synchronsprecher       |
| ----------------- | ------------------ | ---------------------- |
| George Peppard    | Jonas Cord         | Michael Cramer         |
| Alan Ladd         | Nevada Smith       | Heinz Engelmann        |
| Carroll Baker     | Rina Marlowe Cord  | Beate Hasenau          |
| Robert Cummings   | Dan Pierce         | Dietrich Frauboes      |
| Martha Hyer       | Jennie Denton      | Ingeborg Wellmann      |
| Elizabeth Ashley  | Monica Winthrop    | Uta Hallant            |
| Lew Ayres         | "Mac" McAllister   | Friedrich Schoenfelder |
| Martin Balsam     | Bernard B. Norman  | Martin Hirthe          |
| Ralph Taeger      | Buzz Dalton        | Gert Günther Hoffmann  |
| Archie Moore      | Jedediah           | Dietmar Behnke         |
| Leif Erickson     | Jonas Cord Sr.     | Konrad Wagner          |
| Arthur Franz      | Morrissey          | n.n.                   |
| Tom Tully         | Amos Winthrop      | Kurt Mühlhardt         |
| Audrey Totter     | Prostituierte      | Gisela Reißmann        |
| Anthony Warde     | Moroni             | Curt Ackermann         |
| Charles Lane      | Denby              | n.n.                   |
| Tom Lowell        | David Woolf        | Uwe Paulsen            |
| John Conte        | Ed Ellis           | Gerd Martienzen        |
| Vaughn Taylor     | Arzt               | n.n.                   |
| Francesca Bellini | Cynthia Randall    | n.n.                   |
| Lisa Seagram      | Moronis Sekretärin | n.n.                   |
| Victoria Jean     | Jo Ann Cord        | n.n.                   |
| Paul Frees        | Erzähler           | Joachim Nottke         |

## Rezeption
Der Film wurde bei seiner Veröffentlichung insbesondere wegen seiner sexuellen Freizügigkeit kritisiert. In den 1960er-Jahren wurden Hollywood-Produktionen zunehmend deutlicher in diesem Bereich, weil der Hays Code an Kraft verlor und die Gesellschaft insgesamt sexuell offener wurde. Bosley Crowther von der New York Times nannte The Carpetbaggers zusammen mit Küss mich, Dummkopf als Beispiel für "absichtliche und ausgeartete Verderbung des öffentliches Geschmackes und der Moral".
Trotz dieser negativen Kritiken holte der Film bei einem Budget von rund 3,3 Millionen US-Dollar weltweit rund 40 Millionen US-Dollar. Es war der vierterfolgreichste Film des Jahres 1964 in Amerika. Für Alan Ladd war Die Unersättlichen der letzte Film, er starb mehr als zwei Monate vor der Premiere am 29. Januar 1964. Regisseur Dmytryk sollte 1964 noch einen weiteren Roman von Harold Robbins verfilmen, nämlich Wohin die Liebe führt mit Susan Hayward und Bette Davis.

## Nevada Smith
1966 erschien der Western Nevada Smith von Henry Hathaway, der von der hier vorkommenden Figur des Nevada Smith inspiriert wurde und dessen Vorgeschichte als Cowboy erzählt. Allerdings spielte Steve McQueen die Rolle – und nicht der zu diesem Zeitpunkt bereits verstorbene Alan Ladd.

## Auszeichnungen
Elizabeth Ashley war als Beste Nebendarstellerin 1965 für den Golden Globe Award nominiert. Zudem erhielt sie eine Nominierung für den British Academy Film Award als Beste Nachwuchsdarstellerin. Die Produktion selbst wurde mit einem Laurel Award als Bestes Drama geehrt.